# Saint-Denis-sur-Scie
Pour les articles homonymes, voir Saint-Denis.
Saint-Denis-sur-Scie est une commune française située dans le département de la Seine-Maritime en région Normandie.

## Géographie
| Biville-la-Baignarde | Auffay               | Auffay                                       |
|                      | Saint-Denis-sur-Scie | Auffay                                       |
| Tôtes                | Vassonville          | Montreuil-en-Caux Saint-Maclou-de-Folleville |

### Hydrographie
La commune est située dans le bassin Seine-Normandie. Elle est drainée par la Scie,.
La Scie s'écoule du sud vers le nord sur le territoire communal. D'une longueur de 38 km, elle prend sa source dans la commune d'Étaimpuis et se jette  dans la Manche à Hautot-sur-Mer, après avoir traversé 20 communes.

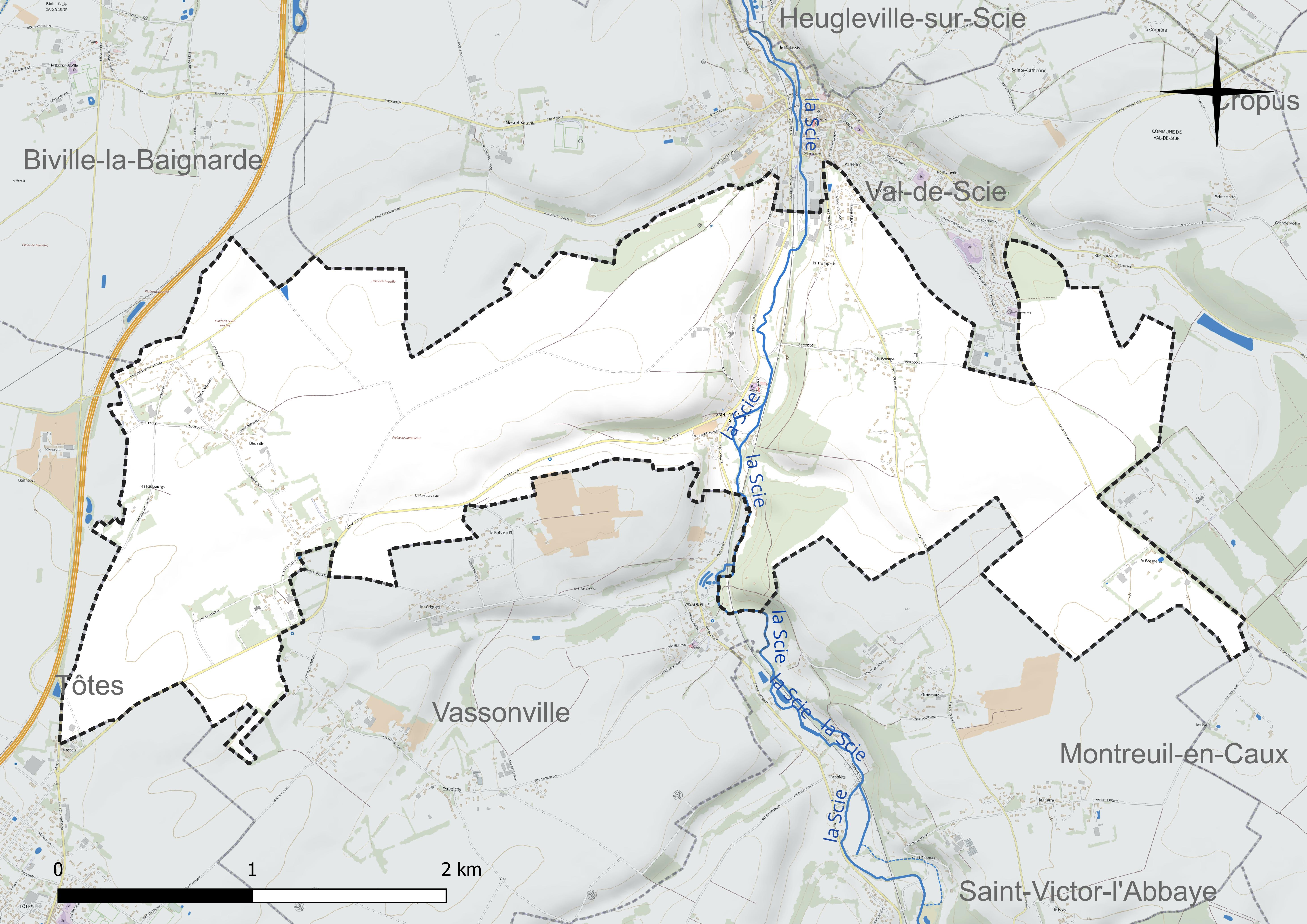
Réseau hydrographique de Saint-Denis-sur-Scie.

### Climat
Pour des articles plus généraux, voir Climat de la Normandie et Climat de la Seine-Maritime.
En 2010, le climat de la commune est de type climat océanique altéré, selon une étude du CNRS s'appuyant sur une série de données couvrant la période 1971-2000. En 2020, Météo-France publie une typologie des climats de la France métropolitaine dans laquelle la commune est exposée à un climat océanique et est dans la région climatique Côtes de la Manche orientale, caractérisée par un faible ensoleillement (1 550 h/an) ; forte humidité de l’air (plus de 20 h/jour avec humidité relative > 80 % en hiver), vents forts fréquents. Parallèlement le GIEC normand, un groupe régional d’experts sur le climat, différencie quant à lui, dans une étude de 2020, trois grands types de climats pour la région Normandie, nuancés à une échelle plus fine par les facteurs géographiques locaux. La commune est, selon ce zonage, exposée à un « climat maritime », correspondant au Pays de Caux, frais, humide et pluvieux, légèrement plus frais que dans le Cotentin.
Pour la période 1971-2000, la température annuelle moyenne est de 10,3 °C, avec une amplitude thermique annuelle de 13,7 °C. Le cumul annuel moyen de précipitations est de 895 mm, avec 13,1 jours de précipitations en janvier et 8,7 jours en juillet. Pour la période 1991-2020, la température moyenne annuelle observée sur la station météorologique la plus proche, située sur la commune d'Ectot-lès-Baons à 22 km à vol d'oiseau, est de 10,8 °C et le cumul annuel moyen de précipitations est de 905,5 mm,. Pour l'avenir, les paramètres climatiques de la commune estimés pour 2050 selon différents scénarios d'émission de gaz à effet de serre sont consultables sur un site dédié publié par Météo-France en novembre 2022.

## Urbanisme

### Typologie
Au 1er janvier 2024, Saint-Denis-sur-Scie est catégorisée commune rurale à habitat dispersé, selon la nouvelle grille communale de densité à sept niveaux définie par l'Insee en 2022.
Elle est située hors unité urbaine. Par ailleurs la commune fait partie de l'aire d'attraction de Rouen, dont elle est une commune de la couronne,. Cette aire, qui regroupe 317 communes, est catégorisée dans les aires de 200 000 à moins de 700 000 habitants,.

### Occupation des sols
L'occupation des sols de la commune, telle qu'elle ressort de la base de données européenne d’occupation biophysique des sols Corine Land Cover (CLC), est marquée par l'importance des territoires agricoles (98,7 % en 2018), une proportion sensiblement équivalente à celle de 1990 (99,5 %). La répartition détaillée en 2018 est la suivante : 
terres arables (66,8 %), prairies (27,2 %), zones agricoles hétérogènes (4,7 %), zones urbanisées (1,3 %). L'évolution de l’occupation des sols de la commune et de ses infrastructures peut être observée sur les différentes représentations cartographiques du territoire : la carte de Cassini (XVIIIe siècle), la carte d'état-major (1820-1866) et les cartes ou photos aériennes de l'IGN pour la période actuelle (1950 à aujourd'hui).

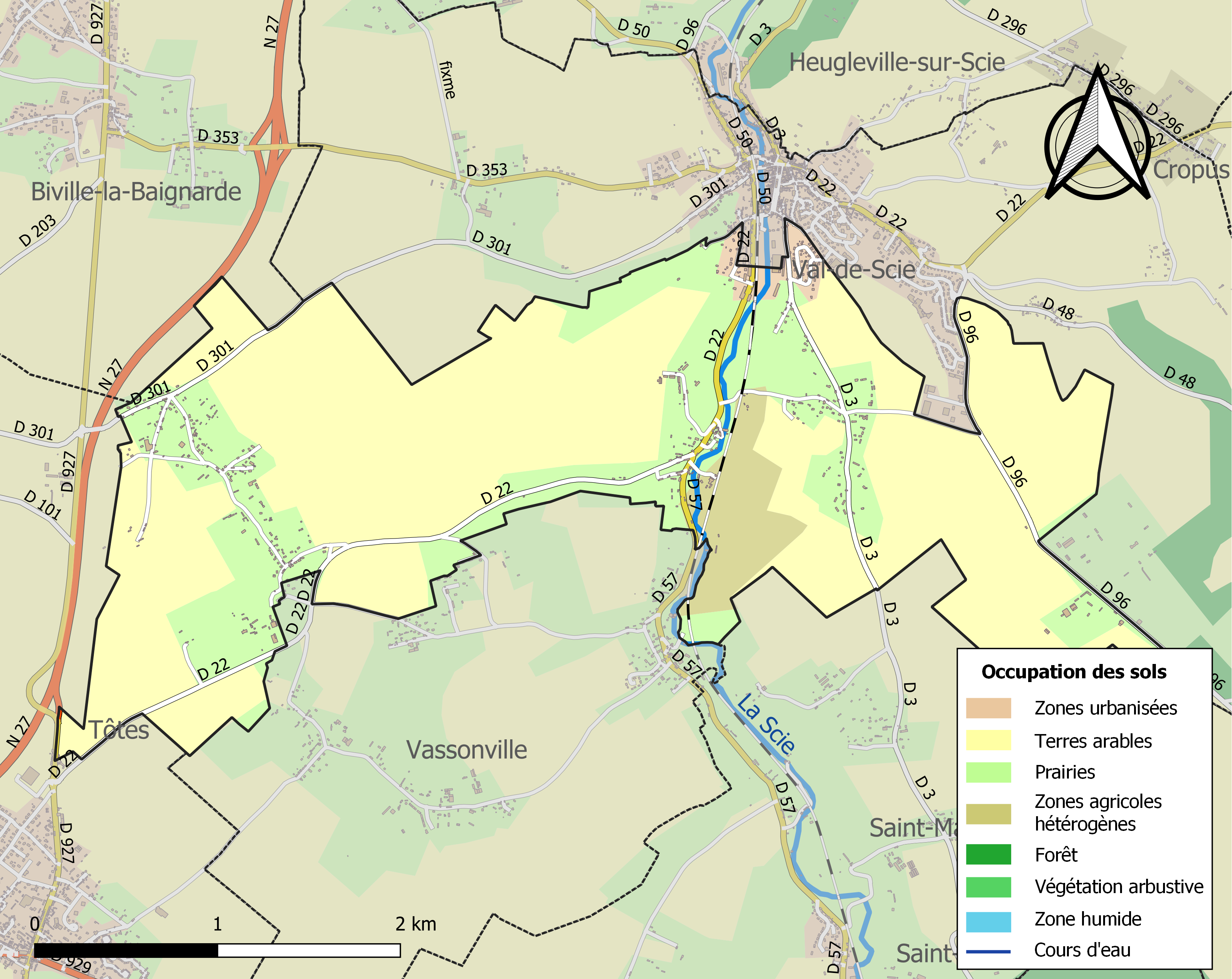
Carte des infrastructures et de l'occupation des sols de la commune en 2018 (CLC).

## Toponymie
Le nom de la localité est attesté sous les formes Ecclesia Sancti Dionysii vers 1135, Ecclesia Sancti Dionisii juxta Altifagum vers 1240, Saint Denis en 1319, Sanctus Dionisius supra Syam en 1337, Saint Denis sur Sye noble fieu en 1409 et en 1411, Saint Denis sur Sye en 1425, Saint Denis sur Scie en 1714.
Saint-Denis est le nom de plusieurs localités et toponymes de pays ou régions francophones, donné d'après saint Denis (Denis de Paris), premier évêque de Paris.
La Scie est un fleuve côtier de Normandie qui se jette dans la Manche.

## Politique et administration
| Période                                  | Période                    | Identité                     | Étiquette    | Qualité                                                             |
| ---------------------------------------- | -------------------------- | ---------------------------- | ------------ | ------------------------------------------------------------------- |
| Les données manquantes sont à compléter. |                            |                              |              |                                                                     |
| 1850                                     |                            | M. de Quatrebarbes           |              |                                                                     |
| 1902                                     |                            | Alexis du Plessis d'Argentré |              |                                                                     |
| 1935                                     | 1966                       | Guy d'Argentré               |              |                                                                     |
| Les données manquantes sont à compléter. |                            |                              |              |                                                                     |
| mars 2001                                | 26 mai 2020                | François Pointel             | UMP puis DLF | Commerçant Vice-président de la CC des Trois Rivières (2014 → 2016) |
| mai 2020,                                | En cours (au 10 août 2020) | Henri Dupuis                 |              | Cadre à la retraite                                                 |

## Démographie
L'évolution du nombre d'habitants est connue à travers les recensements de la population effectués dans la commune depuis 1793. Pour les communes de moins de 10 000 habitants, une enquête de recensement portant sur toute la population est réalisée tous les cinq ans, les populations de référence des années intermédiaires étant quant à elles estimées par interpolation ou extrapolation. Pour la commune, le premier recensement exhaustif entrant dans le cadre du nouveau dispositif a été réalisé en 2007.

En 2022, la commune comptait 663 habitants, en évolution de −1,04 % par rapport à 2016 (Seine-Maritime : +0,35 %, France hors Mayotte : +2,11 %).
| 1793 | 1800 | 1806 | 1821 | 1831 | 1836 | 1841 | 1846 | 1851 |
| ---- | ---- | ---- | ---- | ---- | ---- | ---- | ---- | ---- |
| 525  | 458  | 476  | 523  | 506  | 559  | 525  | 534  | 527  |

| 1856 | 1861 | 1866 | 1872 | 1876 | 1881 | 1886 | 1891 | 1896 |
| ---- | ---- | ---- | ---- | ---- | ---- | ---- | ---- | ---- |
| 490  | 521  | 476  | 473  | 461  | 410  | 403  | 406  | 362  |

| 1901 | 1906 | 1911 | 1921 | 1926 | 1931 | 1936 | 1946 | 1954 |
| ---- | ---- | ---- | ---- | ---- | ---- | ---- | ---- | ---- |
| 393  | 393  | 367  | 357  | 368  | 359  | 396  | 404  | 405  |

| 1962 | 1968 | 1975 | 1982 | 1990 | 1999 | 2006 | 2007 | 2012 |
| ---- | ---- | ---- | ---- | ---- | ---- | ---- | ---- | ---- |
| 365  | 360  | 295  | 300  | 349  | 386  | 436  | 444  | 579  |

| 2017 | 2022 | - | - | - | - | - | - | - |
| ---- | ---- | - | - | - | - | - | - | - |
| 674  | 663  | - | - | - | - | - | - | - |

## Culture locale et patrimoine

### Lieux et monuments
Église Saint-Denis.

### Héraldique
| Blason de Saint-Denis-sur-Scie | Blason  | De gueules au léopard d’or accosté de deux besants d’argent, au chef aussi d'or chargé d'une billette d'azur accostée de deux roses du même pointées de sinople. |
| Blason de Saint-Denis-sur-Scie | Détails | Le léopard d'or sur champ de gueules rappelle les armes de la Normandie.                                                                                         |